# Sarah Winstedt
Sarah Mary Josephine Winstedt (née O'Flynn le 4 avril 1886 – morte le 9 septembre 1972) est une médecin, chirurgienne et suffragette Irlandaise. Elle a passé une partie de sa vie en Malaisie britannique, de 1913 à 1935.  Pour sa contribution aux soins de santé dans le contexte colonial, elle a été intronisée à titre posthume dans le Singapore Women's Hall of Fame (en). Elle a servi comme médecin durant les deux guerres mondiales, et a reçu la médaille du jubilé d'argent de George V en 1935.

## Jeunesse et début de carrière
Sarah O'Flynn est né en 1886 à Sixmilebridge, dans le comté de Clare. Son père James O'Flynn travaille dans la collecte de laine. Sarah est une fille de sa seconde épouse, Margaret (née O'Halloran). Elle a fréquenté les écoles de couvents en Irlande et en France, et a obtenu son MB ChB à l'université d'Édimbourg, en 1912. Elle a par la suite été nommée adjointe d'obstétrique au Royal Free Hospital de Londres. Au cours de cette période, elle a milité dans le cadre de la campagne pour le droit de vote des femmes. Elle suit une grève de la faim d'une semaine à la prison de Holloway, après avoir tenté de monter à l'assaut du parlement avec un groupe de manifestants.

## Carrière en Malaisie
En 1913, après avoir assisté à un cours sur les maladies tropicales à la London School of Tropical Medicine, O'Flynn rejoint le corps de santé colonial et est envoyée en Malaisie britannique. Elle s'y occupe des femmes et des enfants de la paroisse de l'Hôpital de Kuala Lumpur. Elle établit un nouvel hôpital pour les femmes et les enfants dans le district de Kuala Pilah. Alors que l'hôpital est en cours de construction, elle voyage à travers la campagne à dos d'éléphant et à vélo pour ses prestation de soins. Ces visites à domicile ont contribué à accroître la confiance que la population rurale malaisienne porte à la médecine occidentale.
O'Flynn retourne en Grande-Bretagne en 1916 pour rejoindre le Royal Army Medical Corps. Elle sert à Malte, en Thessalonique, et à Fort Pitt dans le Kent. Après la fin de la guerre, en 1919, elle accompagne Dame Muriel Paget sur une mission humanitaire en Russie. Elle est ensuite retournée en Malaisie, et a épousé Richard Olaf Winstedt, un administrateur colonial, en 1921. Elle a rejoint l'unité de chirurgie de l'Hôpital général de Singapour. En 1932, elle prend la direction du service de pédiatrie nouvellement créé dans cet hôpital. Elle a démissionné en 1933, en raison de la nomination de son époux à titre de conseiller à Johor, mais a continué à faire du bénévolat à l'hôpital général de Johor Bahru.

## Retour en Grande-Bretagne
Sarah et Richard Winstedt rentrent en Grande-Bretagne en 1935. La même année ils reçoivent la King George V Silver Jubilee Medal. En 1937-8, elle est nommée directrice adjointe du Marie Curie Hospital pour les femmes, en s’occupant du cancer, à Hampstead. Durant la Seconde Guerre mondiale, elle a de nouveau rejoint l'effort de guerre : elle a accompagné des enfants évacués vers le Canada, a examiné les nouvelles recrues de l'Auxiliary Territorial Service, et a servi à la direction médicale du Royal Arsenal. Après la guerre, elle a occupé des postes dans un asile de Dartford et au Middlesex County Council avant de prendre sa retraite en 1952. Elle a co-écrit un livre, Tropical Hygiene for Schools (Hygiène tropicale pour les écoles), publié en 1950
Winstedt meurt de bronchopneumonie en 1972 à Havant, Hampshire. En 2014, elle est intronisée au Singapour women's Hall of Fame et créditée comme « l'une des plus éminents chirurgiens coloniaux de Malaisie ».